# Monomma rubiginosum
Monomma rubiginosum is een keversoort uit de familie somberkevers (Zopheridae). De wetenschappelijke naam van de soort werd in 1893 gepubliceerd door Léon Marc Herminie Fairmaire.